# Kenta Mukuhara
Kenta Mukuhara (jap. 椋原 健太 Mukuhara Kenta; ur. 6 lipca 1989) – japoński piłkarz występujący na pozycji obrońcy. Obecnie występuje w Cerezo Osaka.

## Kariera klubowa
Od 2008 roku występował w klubach FC Tokyo i Cerezo Osaka.